# Citers
Citers is een gemeente in het Franse departement Haute-Saône (regio Bourgogne-Franche-Comté). De plaats maakt deel uit van het arrondissement Lure. Citers telde op 1 januari 2022 773 inwoners.

## Geografie
De oppervlakte van Citers bedroeg op 1 januari 2022 15,17 vierkante kilometer; de bevolkingsdichtheid was toen 51 inwoners per km².

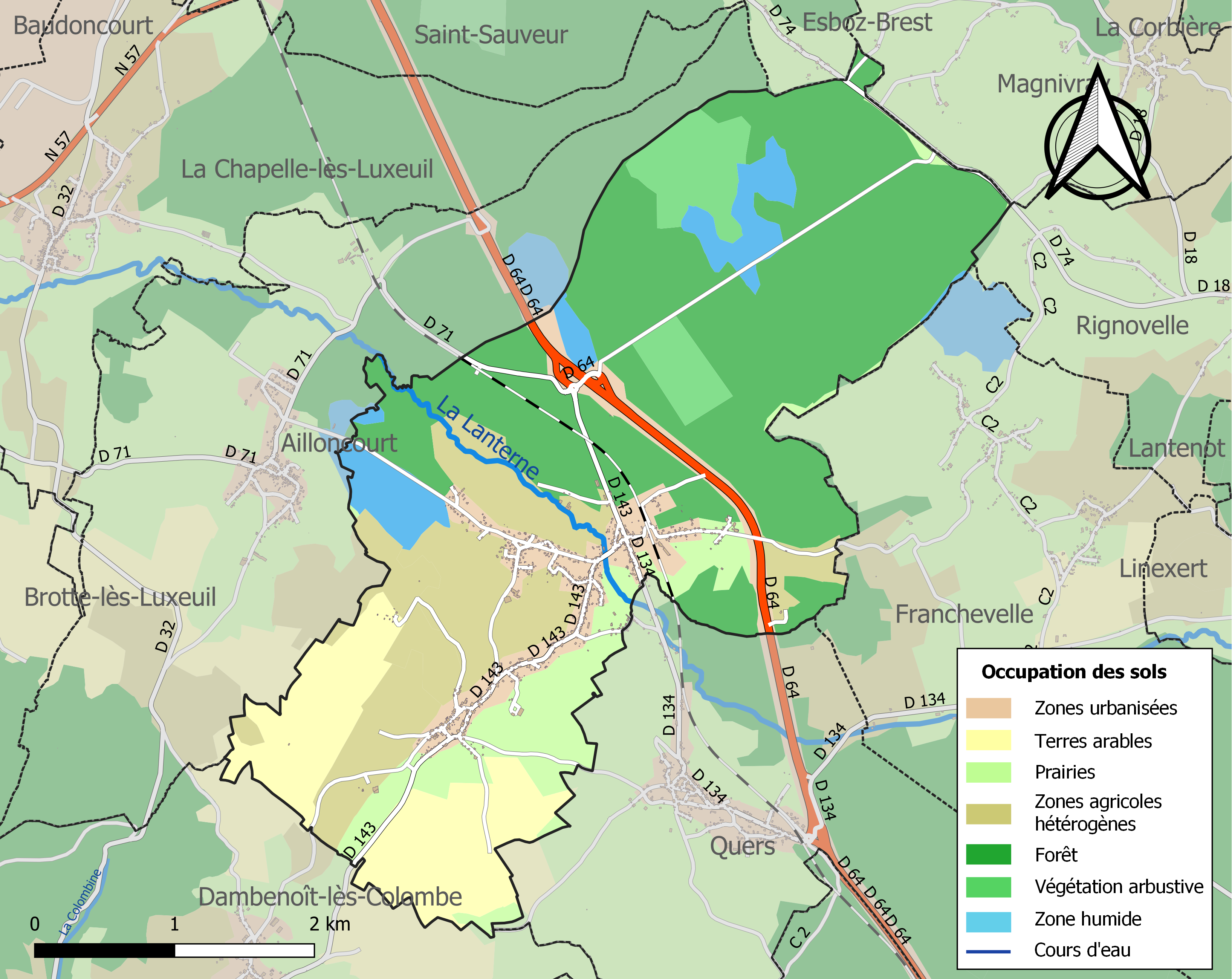
Kaart van de gemeente met de belangrijkste infrastructuur, bodemgebruik en omliggende gemeenten

## Demografie
Onderstaande figuur toont het verloop van het inwonertal (bron: INSEE-tellingen).